# Cocció al caliu
La cocció al caliu és una tècnica culinària molt antiga i tradicional a la cuina catalana, consistent en fer coure un aliment directament sobre les brases incandescents, o ja apagades però encara calentes, d'un foc un cop apagada la flama, sense cap recipient sota l'aliment. S'hi poden coure patates, castanyes, coques, etc. en el cas de les hortalisses aquesta tècnica té als Països Catalans unes particularitats afegides i pren el nom d'escalivada.